# Вилла Пэуса
Вилла Пэуса (норв. Pausvillaen) — памятник архитектуры в норвежском Осло. Расположен по адресу: Christian Benneches vei 6, Bygdøy. 

## История
Вилла была построена в 1907 году для промышленника черной металлургии Оле Пауса (1846-1931), основателя сталелитейной компании и председателя коммерческого банка Den norske Creditbank (ныне DNB ASA). Его архитектура сочетает в себе влияние необарокко и модерна. Жилая площадь включает в себя около 1 200 м2, включая десять основных комнат, комнаты для прислуги и большой зал. Первоначально вилла имела около 7 га парка и 80 метров береговой линии. В 1970-х годах на отгороженных участках парка было построено пять новых вилл.
Во время немецкой оккупации Норвегии во время Второй мировой войны вилла использовалась в качестве летней резиденции немецкого гражданского администратора Норвегии Йозефа Тербовена (1898-1945).
С 1953 года он принадлежал адвокату Матиасу Даль-Хансену и его семье. В 1997 году вилла была продана миллиардеру Петтеру Стордалену, одному из самых богатых людей Норвегии. В 1999 году Finansavisen назвал виллу самой дорогой резиденцией в Норвегии, а в 2016 году деловой журнал Kapital оценил виллу в 150 миллионов крон (около 16 миллионов евро).
Перед виллой находится трехметровая светящаяся статуя Будды. Скульптура называется «Сидящая татуировка с горами».
По состоянию на 2022 год вилла принадлежит норвежскому миллиардеру Петтеру Стордалену.